# Méthode des effets
La méthode des effets a été élaborée au début des années soixante par Marc Chervel associé à une équipe travaillant avec le ministère de la Coopération française qui participait à l’élaboration de plans nationaux de développement.
Ce qu'on appelle la méthode des effets consiste en une procédure d'analyse et de calcul économique qui vise à mesurer l'intérêt d'un projet du point de vue d'un ensemble national ; dans le ou les calculs, les avantages relatifs au projet sont rapprochés des coûts; la méthode des effets relève donc des méthodes dites "coûts-avantages". Elle constitue une méthode alternative aux méthodes prix de référence, proposées par les grandes organisations internationales (Banque mondiale, OCDE, ONU…).
La méthode des effets part du constat que l’évaluation financière d’un projet d’investissement ne prend en compte comme avantage que le revenu d’un seul agent, l’entrepreneur, ou d’un seul groupe d’agents, les quelques investisseurs concernés par le projet.
L’évaluation économique par cette méthode va donc consister à calculer et à retenir comme avantages les revenus supplémentaires entraînés par le projet d’investissement non seulement au niveau du seul groupe des agents investisseurs, mais au niveau de chacun des agents de cette collectivité nationale : salariés, entrepreneurs, État, collectivités publiques. On sait ainsi à qui profite le projet… et à qui il coûte.
Dans cette méthode il faut distinguer une partie analyse économique proprement dite, et une partie calcul économique et procédure de choix.
Partons, par exemple, d'un projet de production d'un bien industriel, projet envisagé par un entrepreneur privé en vue de couvrir tout ou partie d'un marché intérieur ou extérieur.
Une fois effectuées les études de marché, les études techniques (procédés, localisation...), les études de financement et de rentabilité financière, le projet est caractérisé par :
- les coûts d'investissement,
- les comptes d'exploitation prévisionnels

Schématiquement, le raisonnement est conduit en quatre étapes :
1. tout d'abord on définit la "situation sans projet" ou de « référence » qui permet, sans investissements nouveaux, d'approvisionner le pays dans le bien dont la production est prévue : que l'on soit dans la "situation avec projet" ou dans la "situation sans projet", les mêmes quantités des différents biens sont disponibles dans le pays : on dit que le raisonnement est mené à demande finale intérieure donnée ;
2. on analyse alors la situation avec projet en insérant précisément le projet (ou la grappe de projets liés) dans l'économie du pays, en calculant notamment la valeur ajoutée du projet et en déterminant la manière dont cette valeur ajoutée se partage entre les différents agents[1] ;
3. on effectue ensuite une analyse strictement de même type pour la situation sans projet ;
4. la comparaison des analyses de ces deux situations avec et sans projet permet de déterminer les effets nets du projet (ou de la grappe de projets) sur l'économie du pays.

	La démarche qui sous-tend la mise en œuvre de la méthode des effets consiste :
- à faire préciser aux responsables politiques les objectifs poursuivis et à faire débattre de ces objectifs dans les instances représentatives ;
- puis, sur un plan technique, à développer les analyses et les programmations sur les bases des données des services de statistiques et de comptabilité nationale ;
- puis à étudier, à mettre au point et à coordonner l'ensemble des politiques économiques publiques correspondantes : politiques fiscale et douanière, politique des entreprises publiques, politique des prix, politique de change, politique des banques de développement, politique d'aménagement du territoire...

À la suite de l'analyse ainsi effectuée, on dispose de tout un ensemble de d’indicateurs et de mesures caractérisant à la fois : le projet et l’économie dans laquelle il vient s'insérer.